# Acide nonacosylique
L'acide nonacosylique ou acide nonacosanoïque (nom systématique) est un acide gras saturé à très longue chaîne carbonée (C29:0) de formule semi-développée CH3(CH2)27COOH.